# Єдлічка Венцеслав Венцеславович
Венцеслав Венцеславович Є́длічка (чеськ. Jedlička; 29 вересня 1817, Куклені — 19 листопада 1880, Полтава) — український піаніст, музичний педагог та громадський діяч чеського походження. Брат музиканта Алоїза Єдлічки.

## Біографія
Народився 17 [29] вересня 1817 hjre у місті Кукленях (тепер у складі міста Градець-Кралове, Чехія). Впродовж 1839–1841 років навчався в Празі у Вищій технічній школі, потім в Празькій консерваторії.

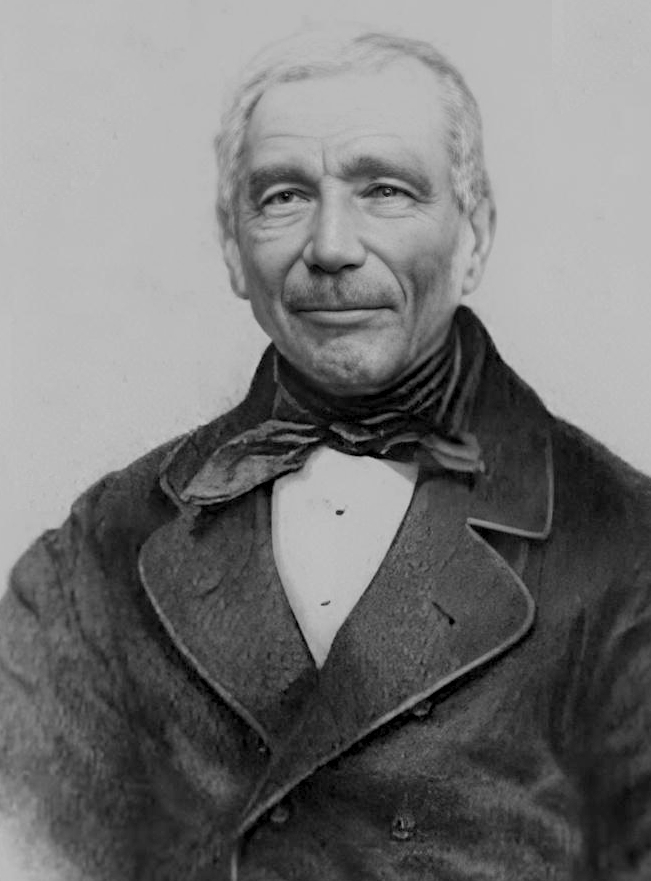
Єдлічко Венцеслав Венцеславович (графічний портрет із фото 1870-х років)

З 1844 року мешкав на Полтавщині (Хорольський повіт, садиба поміщиків Родзянко, домашній учитель музики). Був знайомий з Тарасом Шевченком, з яким зустрічався 1845 року в селі Веселому Подолі на Полтавщині.
Протягом 1848–1879 років викладав у Полтавському інституті шляхетних дівчат. Автор музичних творів, зокрема струнного квартету на тему опери «Пророк» Джакомо Меєрбера. Разом з братом організував у Полтаві чесько-польский хор, до репертуару якого входили також російські і українські пісні в обробці Алоїза Єдлічки. Помер в Полтаві 7 [19] листопада 1880 року.